# Бітинела австрійська
Бітинела австрійська (Bythinella austriaca) — вид дуже малих прісноводних черевоногих равликів родини Amnicolidae. Живе у джерелах і в струмках біля джерел.

## Розповсюдження
Поширення цього виду карпатське:
- Болгарія
- Чехія[5] — it lives mainly in Moravia and in eastern Bohemia, but there are also isolated populations near Prague[6]
- Німеччина[7]
- Польща
- Словаччина[5]